# Слободское сельское поселение (Угранский район)
Слободское сельское поселение — упразднённое муниципальное образование в составе Угранского района Смоленской области России.
Административный центр — деревня Слободка.
Образовано законом от 28 декабря 2004 года. Упразднено законом от 25 мая 2017 года с включением всех входивших в его состав населённых пунктов в Знаменское сельское поселение.

## Географические данные
- Расположение: северо-восточная часть Угранского района
- Общая площадь: 137,14 км²
- Граничит:
  - на севере — с Тёмкинским районом
  - на востоке — с Калужской областью
  - на юге — с Подсосонским сельским поселением
  - на западе — с Знаменским сельским поселением
- По территории поселения проходит автодорога Р132 Вязьма — Калуга — Тула — Рязань.
- По территории поселения проходит тупиковая железнодорожная ветка от посёлка Угра, станций нет.
- Крупная река: Угра.

## Население
| 2011 | 2012 | 2013 | 2014 | 2015 | 2016 | 2017 |
| ---- | ---- | ---- | ---- | ---- | ---- | ---- |
| 274  | ↘272 | ↘271 | ↘270 | ↗276 | ↘267 | ↘260 |

## Населённые пункты
На территории поселения находилось 12 населённых пунктов:
- Слободка, деревня — административный центр
- Борисенки, деревня
- Доброе, деревня
- Корнюшково, деревня
- Ломенка, деревня
- Песьково, деревня
- Сидоровское, деревня
- Старая Лука, деревня
- Ступники, деревня
- Чернь, деревня
- Шумихино, деревня
- Якимцево, деревня

## Экономика
Железнодорожная ветка проведена к крупному месторождению известняков, в 80-х годах XX века планировалась его промышленная разработка, в данный момент не используется, разработка не начиналась.